# 加拿大百科全书
《加拿大百科全书》(英語：The Canadian Encyclopedia) 是一部有關加拿大的百科全書，有英法两种语言版本，每种语言约有14000篇文章。第一版有三卷，1985年出版，成为当时的畅销书。总主编James Harley Marsh召集了超过3000名编者来编写该书。增订版于1988年出版。现在有免费的网络版本。

## 外部連結
- 官方網站 （页面存档备份，存于） （英文）
- 官方網站 （页面存档备份，存于） （法文）